# Resolução 289 do Conselho de Segurança das Nações Unidas
A Resolução 289 do Conselho de Segurança das Nações Unidas, aprovada em 23 de novembro de 1970, após várias incursões anteriores na República da Guiné por tropas portuguesas, o Conselho exigiu a retirada imediata de todas as forças armadas estrangeiras, mercenários e equipamentos militares e decidiu que uma missão especial seria formada após consulta do Presidente do Conselho de Segurança e do Secretário-Geral, seriam enviados ao território.